# Fennassa Bab El Hit
Fennassa Bab El Hit (àrab فناسة باب الحيط) és una comuna rural de la província de Taounate de la regió de Fes-Meknès. Segons el cens de 2014 tenia una població total de 11.381 persones.